# Brevstemme
En brevstemme er en stemme afgivet pr. brev forud for den ellers fastsatte valgdag.
I Danmark er der mulighed for at brevstemme fra tre uger før selve valghandlingen til og med næstsidste hverdag før valgdagen. Med brevstemning menes at møder op på en lokalitet i sin kommune, hvor der er opstillet en valgboks, og der får udleveret en stemmeseddel og en konvolut til at lægge stemmesedlen i. Dette foregår typisk i Borgerservice Centre eller biblioteker.

## Brevstemmer i Danmark
I Danmark kan der brevstemmes:
- på folkeregistre og borgerservice i alle landets kommuner
- på sygehuse
- på plejehjem, beskyttede boliger og i ældreboliger
- i fængsler, arresthuse m.m.
- i ens eget hjem, hvis du ikke pga. sygdom kan forlade dit hjem
- på afsides beliggende øer
- andre steder, fx Københavns Hovedbanegård[1]
- i udlandet